# Óscar Morera
Óscar Morera (Bogotá, Colombia, 15 de junio de 1984) es un exfutbolista y entrenador de fútbol colombiano. Entre agosto de 2019 y diciembre de 2021 dirigió al Tigres Fútbol Club.

## Trayectoria
Como jugador Morera se formó en la Selección de fútbol de Bogotá junto con otros reconocidos jugadores como Radamel Falcao García y Rafael Robayo. Profesionalmente debutó profesionalmente en el año 2003 al servicio del Club Independiente Santa Fe, pasaría también por Atlético Huila, Academia Fútbol Club, Juventud Soacha y Bogotá Fútbol Club de Colombia. En 2013 tendría su única experiencia internacional con el Águila (de El Salvador) en donde celebró un subcampeonato. Su mayor trascendencia fue en el Tigres Fútbol Club donde en tres etapas alcanzaría 160 encuentros y un ascenso a primera división.
En la dirección técnica asistió a John Jairo Bodmer entre 2014 y 2019, en los equipos Tigres Fútbol Club y Jaguares de Córdoba.
El 24 de agosto de 2019 debutó como entrenador con tan solo 35 años de edad. Al mando de Tigres Fútbol Club, estando en el cargo hasta diciembre de 2021.

## Clubes

### Como jugador
| Club               | País        | Año       |
| ------------------ | ----------- | --------- |
| Santa Fe           | Colombia    | 2003      |
| Atlético Huila     | Colombia    | 2004      |
| Santa fe           | Colombia    | 2005      |
| Academia Compensar | Colombia    | 2006      |
| Tigres             | Colombia    | 2007      |
| Juventud Soacha    | Colombia    | 2008      |
| Tigres             | Colombia    | 2009-2010 |
| Bogotá FC          | Colombia    | 2011      |
| Tigres             | Colombia    | 2011-2013 |
| Águila             | El Salvador | 2013      |
| Tigres             | Colombia    | 2016      |

### Como asistente
| Club     | País     | Año       | Asistente de |
| -------- | -------- | --------- | ------------ |
| Tigres   | Colombia | 2014-2018 | John Bodmer  |
| Jaguares | Colombia | 2019      | John Bodmer  |

### Como entrenador
| Club                  | País                | Año       |
| --------------------- | ------------------- | --------- |
| Tigres                | Colombia            | 2019-2021 |
| Águilas Bacata        | 🇨🇴 Colombia         | 2022-2023 |
| Fortaleza Ceif SUB 20 | 🇨🇴 Colombia         | 2023      |
| Fortaleza Ceif SUB 20 | 🇨🇴 Colombia CAMPEON | 2024      |

## Estadísticas

### Como jugador
| Equipo                                    | Partidos | Goles | Promedio |
| ----------------------------------------- | -------- | ----- | -------- |
| Atlético Huila                            | 16       | 2     | 0,13     |
| Santa Fe                                  | 2        | 0     | 0,00     |
| Academia F.C.                             | 33       | 4     | 0,12     |
| Tigres                                    | 160      | 13    | 0,08     |
| Juventud Soacha                           | 24       | 4     | 0,17     |
| Bogotá F. C.                              | 16       | 0     | 0,00     |
| Águila                                    | 3        | 0     | 0,00     |
| Consolidado Total                         | 254      | 23    | 0,10     |
| Actualizado hasta el final de su carrera. |          |       |          |

### Como entrenador
Actualizado hasta el último partido dirigido el día 30 de octubre de 2021.
| Equipo             | Torneo            | Partidos | Partidos | Partidos | Partidos |
| Equipo             | Torneo            | PD       | PG       | PE       | PP       |
| ------------------ | ----------------- | -------- | -------- | -------- | -------- |
| Tigres · Colombia  |                   |          |          |          |          |
| Primera B 2019     | 15                | 5        | 6        | 4        |          |
| Primera B 2020     | 17                | 2        | 6        | 9        |          |
| Copa Colombia 2020 | 6                 | 2        | 3        | 1        |          |
| Primera B 2021-I   | 15                | 3        | 8        | 4        |          |
| Primera B 2021-II  | 14                | 1        | 3        | 10       |          |
| Copa Colombia 2021 | 4                 | 1        | 1        | 2        |          |
| Total club         | 71                | 14       | 27       | 30       |          |
| Consolidado Total  | Consolidado Total | 71       | 14       | 27       | 30       |

## Palmarés
- Subcampeón primera división de Colombia, 2005.
- Subcampeón primera división de El Salvador, 2013.
- Subacampeón segunda división de Colombia, 2016.
- Ascenso a primera división de Colombia, 2016.